# Выя (приток Пинеги)
Выя — река в Пинежском и Верхнетоемском районах Архангельской области России, левый приток Пинеги. Среднее и нижнее течение находится в Выйском сельском поселении. Длина реки — 181 км, площадь водосборного бассейна — 2710 км².
Течёт среди лесов по всхолмлённой низменности. Питание смешанное, с преобладанием дождевого. Половодье в апреле — мае, летом и осенью паводки.
В 2019 году верховья Выи вошли в состав Двинско-Пинежского заказника.

## Притоки
- Етчуга
- Калоса
- Кизлека (Нюрма)
- Анила

Бассейн Северной Двины

- Тинева (Тилева, Тиневская, Тиньга)
- Акова
- Пышега
- Маева
- Чурова
- Большая Сёрова
- Малая Сёрова
- Синева
- Пира
- Варисья